# Echte agamen
Echte agamen (Agama) zijn een geslacht van hagedissen uit de familie van de agamen (Agamidae).

## Naam en indeling
De wetenschappelijke naam Agama werd in 1802 voorgesteld door François Marie Daudin. Er worden 47 soorten in het geslacht geplaatst, inclusief de in 2013 beschreven Agama lanzai.
Verschillende agamen die in Europa voorkomen werden lange tijd ook tot dit geslacht gerekend, maar worden tegenwoordig in de geslachten Laudakia en Stellagama geplaatst.

## Levenswijze
Alle soorten zijn overdag actief, het zijn bodembewoners die weinig klimmen. De vrouwtjes zetten eieren af op de bodem.

## Verspreiding en habitat
De soorten komen alle voor in Afrika en leven in de landen Algerije, Angola, Benin, Botswana, Burkina Faso, Centraal-Afrikaanse Republiek, Congo-Kinshasa, Djibouti, Egypte, Equatoriaal-Guinea, Eritrea, Ethiopië, Gabon, Gambia, Ghana, Guinee-Bissau, Guinee, Ivoorkust, Kaapverdië, Kameroen, Kenia, Liberia, Libië, Malawi, Mali, Marokko, Mauritanië, Mozambique, Namibië, Niger, Nigeria, Oeganda, Rwanda, Senegal, Sierra Leone, Soedan, Somalië, Swaziland, Tanzania, Togo, Tsjaad, Westelijke Sahara, Zambia, Zimbabwe en Zuid-Afrika.

## Beschermingsstatus
Door de internationale natuurbeschermingsorganisatie IUCN is aan 21 soorten een beschermingsstatus toegewezen. Achttien soorten worden gezien als 'veilig' toegewezen (Least Concern of LC) en twee soorten als 'onzeker' (Data Deficient of DD). Agama montana ten slotte wordt beschouwd als 'kwetsbaar' (Vulnerable of VU).

## Soorten
Het geslacht omvat de volgende soorten, met de auteur en het verspreidingsgebied.

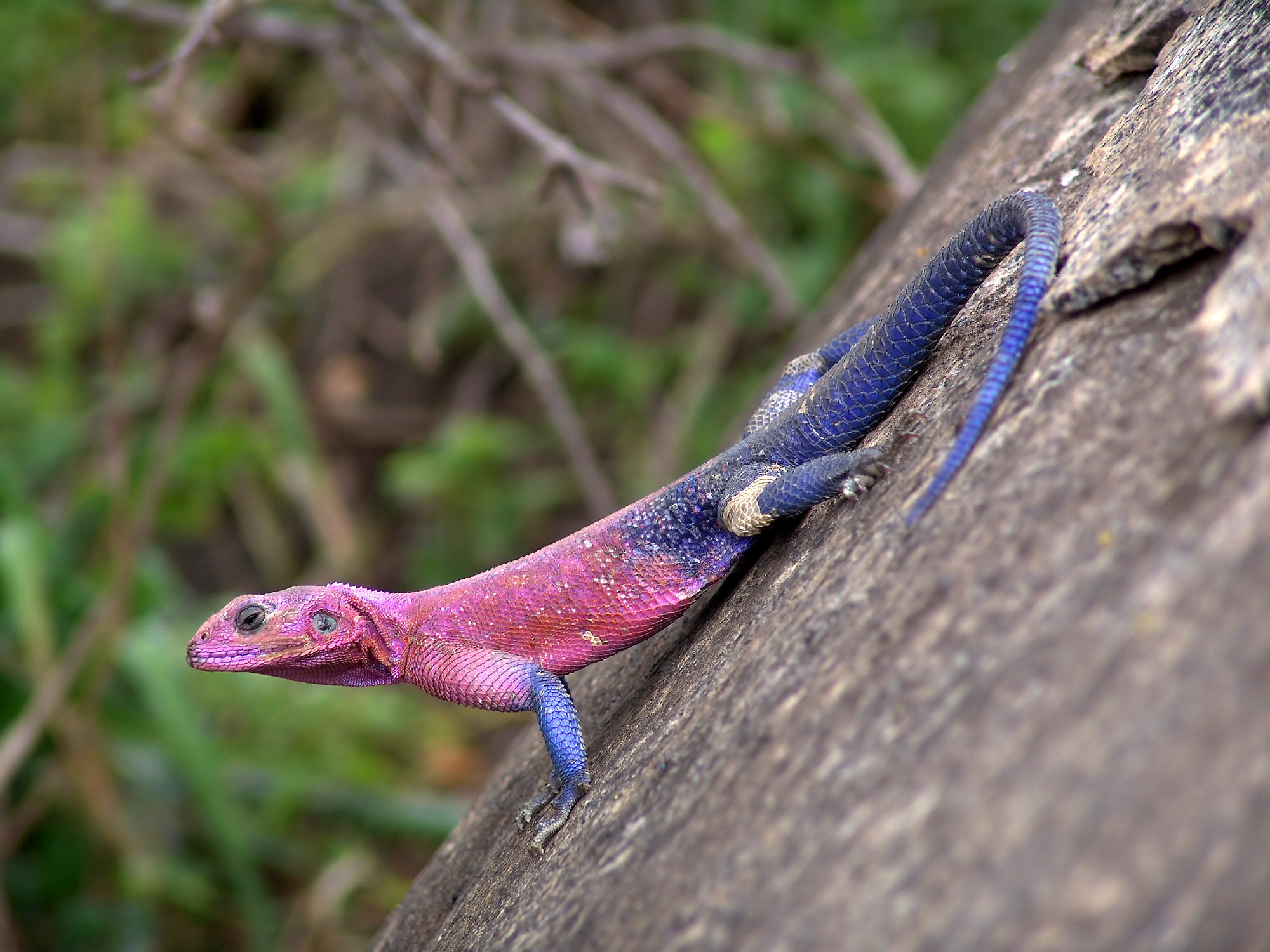
Mannetje van Agama mwanzae in de Serengeti (Tanzania)

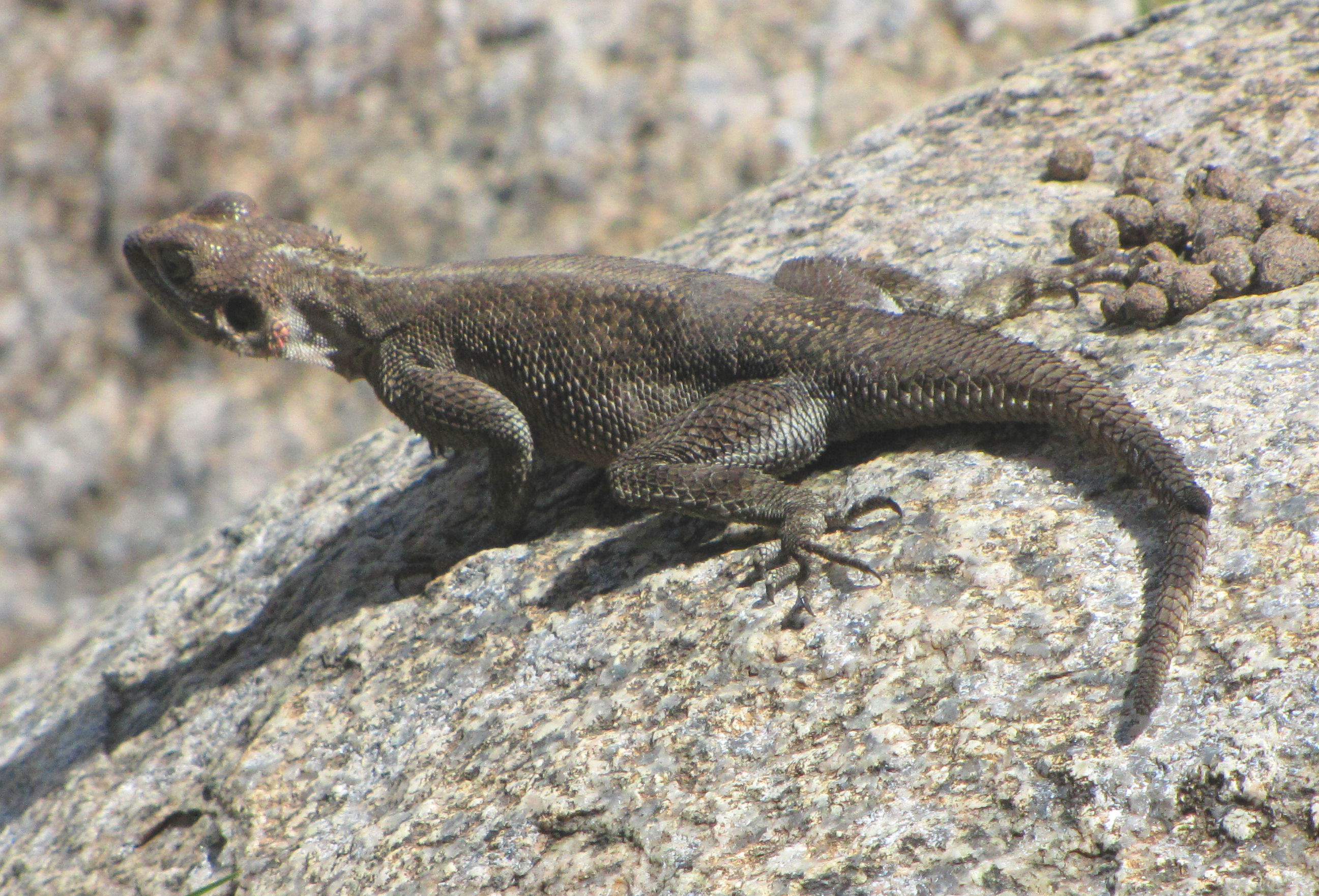
Vrouwtje van dezelfde soort

| Naam                                     | Auteur                                         | Verspreidingsgebied |
| ---------------------------------------- | ---------------------------------------------- | --- |
| Agama aculeata                           | Merrem, 1820                                   | Namibië, Botswana, Zimbabwe, Zuid-Afrika, Mozambique, Angola, Zambia, Swaziland                                                               |
| Agama africana                           | Hallowell, 1844                                | Liberia, Ivoorkust, Sierra Leone, Guinee, Ghana                                                                                               |
| Kolonistenagame (Agama agama)            | Linnaeus, 1758                                 | Benin, Burkina Faso, Kameroen, Kaapverdië, Tsjaad, Ghana, Guinee, Guinee-Bissau, Liberia, Mali, Mauritanië, Nigeria, Senegal, Togo, Ivoorkust |
| Agama anchietae                          | Bocage, 1896                                   | Congo-Brazzaville, Angola, Namibië, Zuid-Afrika, Botswana                                                                                     |
| Agama armata                             | Peters, 1855                                   | Zuid-Afrika, Mozambique, Namibië, Botswana, Zambia, Swaziland, Congo-Kinshasa, Kenia, Tanzania, Zimbabwe                                      |
| Agama atra                               | Daudin, 1802                                   | Zuid-Afrika, Swaziland, Namibië, Botswana |
| Agama bocourti                           | Rochebrune, 1884                               | Senegal, Gambia |
| Agama boensis                            | Monard, 1940                                   | Guinee-Bissau, Guinee, Mali, Senegal |
| Agama bottegi                            | Boulenger, 1897                                | Somalië |
| Agama boueti                             | Chabanaud, 1917                                | Mali, Marokko, Mauritanië, Senegal, Niger, Burkina Faso, mogelijk in Tsjaad                                                                   |
| Agama boulengeri                         | Lataste, 1886                                  | Mali, Mauritanië, Westelijke Sahara |
| Agama caudospinosa                       | Meek, 1910                                     | Kenia |
| Agama cristata                           | Mocquard, 1905                                 | Guinee, Mali |
| Agama doriae                             | Boulenger, 1885                                | Ghana, Togo, Nigeria, Centraal-Afrikaanse Republiek, Eritrea, Ethiopië, Kameroen, Soedan                                                      |
| Agama etoshae                            | McLachlan, 1981                                | Namibië |
| Agama finchi                             | Böhme, Wagner, Malonza, Lötters & Köhler, 2005 | Kenia, Ethiopië |
| Agama gracilimembris                     | Chabanaud, 1918                                | Ghana, Benin, Nigeria, Kameroen, Centraal-Afrikaanse Republiek, Mali, Guinee, Burkina Faso, mogelijk in Tsjaad                                |
| Agama hartmanni                          | Peters, 1869                                   | Soedan, Eritrea |
| Agama hispida                            | Kaup, 1827                                     | Zuid-Afrika, Namibië |
| Agama hulbertorum                        | Wagner, 2014                                   | Kenia |
| Agama impalearis                         | Boettger, 1874                                 | Marokko, Westelijke Sahara, Algerije, mogelijk in Mauritanië                                                                                  |
| Agama insularis                          | Chabanaud, 1918                                | Guinee |
| Agama kaimosae                           | Loveridge, 1935                                | Kenia |
| Kirk's agame (Agama kirkii)              | Boulenger, 1885                                | Malawi, Zambia, Zimbabwe, Mozambique, Botswana, Tanzania                                                                                      |
| Agama knobeli                            | Boulenger & Power, 1921                        | Namibië |
| Agama lanzai                             | Wagner, Leaché, Mazuch & Böhme, 2013           | Somalië |
| Agama lebretoni                          | Wagner, Barej & Schmitz, 2009                  | Kameroen, Equatoriaal-Guinea, Gabon, Nigeria                                                                                                  |
| Agama lionotus                           | Boulenger, 1896                                | Tanzania, Oeganda, Kenia, Ethiopië |
| Agama lucyae                             | Wagner & Bauer, 2011                           | Ethiopië |
| Agama montana                            | Barbour & Loveridge, 1928                      | Tanzania |
| Agama mossambica                         | Peters, 1854                                   | Tanzania, Malawi, Zambia, Mozambique, Zimbabwe                                                                                                |
| Agama mucosoensis                        | Hellmich, 1957                                 | Angola |
| Agama mwanzae                            | Loveridge, 1923                                | Tanzania, Rwanda, Kenia |
| Agama parafricana                        | Trape, Mediannikov & Trape, 2012               | Togo, Ghana, Benin, Nigeria |
| Onechte kolonistenagame (Agama paragama) | Grandison, 1968                                | Nigeria, Kameroen, Mali, Centraal-Afrikaanse Republiek, Ghana, Burkina Faso, Benin, Niger, mogelijk in Tsjaad                                 |
| Agama persimilis                         | Parker, 1942                                   | Somalië, Ethiopië, Kenia |
| Agama picticauda                         | Wilhelm Peters, 1877                           | Gabon |
| Stekelagame (Agama planiceps)            | Peters, 1862                                   | Namibië |
| Agama robecchii                          | Boulenger, 1891                                | Somalië, Ethiopië |
| Agama rueppelli                          | Vaillant, 1882                                 | Somalië, Ethiopië, Kenia, Soedan |
| Agama sankaranica                        | Chabanaud, 1918                                | Guinee, Nigeria, Ivoorkust, Ghana, Burkina Faso, Benin, Togo, Mali, Senegal, Niger, mogelijk in Kameroen                                      |
| Agama somalica                           | Wagner, Leaché, Mazuch & Böhme, 2013           | Somalië |
| Agama spinosa                            | Gray, 1831                                     | Egypte, Soedan, Ethiopië, Eritrea, Djibouti, Somalië                                                                                          |
| Agama sylvana                            | MacDonald, 1981                                | Ghana, Benin, Kameroen |
| Agama tassiliensis                       | Geniez, Padial & Crochet, 2011                 | Mali, Niger, Algerije, Libië |
| Agama turuensis                          | Loveridge, 1932                                | Tanzania |
| Agama weidholzi                          | Wettstein, 1932                                | Senegal, Gambia, Mali, Guinee-Bissau |